# Emílio Moura
Emílio Guimarães Moura (14 de agosto de 1902, Dores do Indaiá—28 de setembro de 1971, Belo Horizonte) foi um poeta modernista, integrante do grupo de modernistas mineiros que ajudaram a revolucionar a literatura brasileira na década de 1920. Foi redator de cadernos literários dos periódicos Diário de Minas, Estado de Minas e A Tribuna de Minas Gerais. Moura foi também professor universitário, e um dos fundadores da Faculdade de Ciências Econômicas da Universidade de Minas Gerais FACE-UFMG, em 1945, onde lecionou e da qual foi o primeiro diretor.

## História
Emílio Moura fez parte do brilhante grupo de intelectuais formado por poetas, escritores e políticos mineiros, como Carlos Drummond de Andrade, Pedro Nava, Martins de Almeida, João Alphonsus, Cyro dos Anjos, Aníbal Machado, Abgar Renault,Milton Campos e Gustavo Capanema, entre outros, que na década de 1920 influenciou notavelmente o movimento que mudou os rumos da literatura brasileira, o modernismo. Diferentemente da maioria dos amigos, que se mudaram para a capital, Rio de Janeiro, Moura permaneceu em Belo Horizonte, onde passou toda sua vida.
Em 1924, integrou, com Carlos Drummond, Gregoriano Canedo e Martins de Almeida, o grupo que editava a A Revista, publicação literária modernista. Segundo Pedro Nava, também colaborador dessa revista, Emílio tinha "o sentido raro do nada do mundo, do tudo do amor, da angústia do incógnito da vida e da morte."
A amizade com Drummond perdurou até a morte de Emílio Moura. Drummond despediu-se dele escrevendo: "Corredor ou caverna ou túnel ou presídio, não importa. Uma luz violeta vai seguir-me: a saudade de Emílio Moura".

## Obras
- Ingenuidade (1931)
- Canto da hora amarga (1936)
- Cancioneiro (1945)
- O espelho e a musa (1949)
- O instante e o eterno (1953)
- A casa (1961)
- 50 Poemas escolhidos pelo autor (1961)
- Itinerário Poético (1969)

## Premiações
Em 1970, Emílio Moura obteve o Prêmio de Poesia do Instituto Nacional do Livro, com Itinerário Poético, coletânea que fez de todos os seus livros, considerada por ele sua obra definitiva.